# Arapaima agassizii
Arapaima agassizii ist ein wenig bekannter Süßwasserfisch aus der Ordnung der Knochenzünglerartigen (Osteoglossiformes). Der Fisch wurde 1847 durch den französischen Zoologen und Ichthyologen Achille Valenciennes als Vastres agassizii beschrieben, 1868 aber durch Albert Günther ohne Begründung mit Arapaima gigas synonymisiert. Der Holotyp, das bisher einzige bekannte Exemplar der Art, wurde im Zeitraum von 1817 bis 1820 an einem heute unbekannten Ort im Tiefland des brasilianischen Amazonasbecken gefangen. Er ging im Zweiten Weltkrieg verloren. Da die Erstbeschreibung jedoch genaue osteologische Zeichnungen enthielt, konnte die Art 2013 durch den amerikanischen Ichthyologen Donald Stewart neu beschrieben und revalidiert werden. Das genaue Verbreitungsgebiet der Art sowie ihre eventuelle Gefährdung bleiben vorerst unbekannt.

## Merkmale
Von Arapaima gigas unterscheidet sich Arapaima agassizii durch insgesamt neun morphologische Merkmale. Die Anzahl der Zähne auf dem Dentale (der zahntragende Teil des Unterkiefers) liegt bei 44 (21-37 bei Arapaima gigas), die Anzahl der Zähne auf der Maxillare liegt bei 43 (21-38 bei A. gigas). Der Durchmesser der Orbita (Augenhöhle) liegt
bei 1,5 % der Standardlänge (SL), der Abstand zwischen den Orbita bei 4,1 % der SL, während sie bei anderen Arapaimas 5,3 bis 6,5 % der SL beträgt und der Durchmesser der Orbita bis zu 2,8 % der SL betragen kann. Das paarige Scheitelbein verfügt über ausgeprägte, zugespitzte hintere Auswüchse, die sich kurvig zur Mittellinie neigen. Diese fehlen bei A. gigas. Der Schwanzstiel hat eine Länge von 9,7 % der Standardlänge (3,2 bis 5,5 % bei A. gigas), so dass der Abstand von Rücken- und Afterflosse zur Schwanzflosse größer ist. Die Afterflosse hat lediglich 26 Flossenstrahlen (30 bis 40 bei A. gigas). Ihre Basis ist deutlich kürzer als die der Rückenflosse. Rücken- und Afterflosse sind wesentlich niedriger als bei A. gigas. Die zum Körper hin gelegene Spitze des ersten Brustflossenstrahls hat in etwa dieselbe Größe wie die nachfolgenden Brustflossenstrahlen, während sie bei A. gigas deutlich vergrößert ist.